# Arbitru asistent video

Simbolul VAR apare pe ecrane în timpul procesului de revizuire.

Arbitrul asistent video (engleză video assistant referee sau video assistance referee), cunoscut și ca VAR, este un oficial al meciului în fotbal care examinează deciziile luate de către arbitrul principal cu ajutorul utilizării înregistrării video și a unei căști pentru comunicare.
În urma unor testări extinse în numeroase competiții majore, VAR-ul a fost introdus pentru prima dată în Legile Jocului de către International Football Association Board (IFAB) în 2018. Funcționând în conformitate cu filosofia „interferență minimă, beneficiu maxim”, sistemul VAR încearcă să ofere o cale pentru ca „erorile clare și evidente” și „incidentele grave nesesizate” să fie corectate.
Prima competiție care a folosit VAR a fost Campionatul Mondial de Fotbal 2018, sistemul fiind folosit la toate meciurile jucate.

## Situații de intervenire
Trei incidente principale (plus unul administrativ) au fost identificate ca schimbătoare de joc:
- Goluri - Rolul VAR-ului este de a ajuta arbitrul să stabilească dacă a existat o încălcare care înseamnă că un gol nu ar trebui să fie acordat. După ce mingea a trecut linia, jocul este întrerupt, astfel încât nu există niciun impact direct asupra jocului.
- Penalti-uri - Rolul VAR-ului este de a se asigura că nu se iau decizii în mod clar greșite în legătură cu acordarea sau neacordarea unei lovituri de pedeapsă.
- Cartonașe roșii directe - Rolul VAR-ului este de a se asigura că nu se iau decizii în mod clar greșite în legătură cu trimiterea sau netrimiterea unui jucător în afara terenului.
- Greșeală identificată - Arbitrul avertizează sau elimină pe jucătorul greșit/nu este sigur asupra cărui jucător ar trebui sancționat. VAR îl va informa pe arbitru pentru ca jucătorul corect să poată fi disciplinat.[1]

## Procedură

### Identificarea unei posibile greșeli

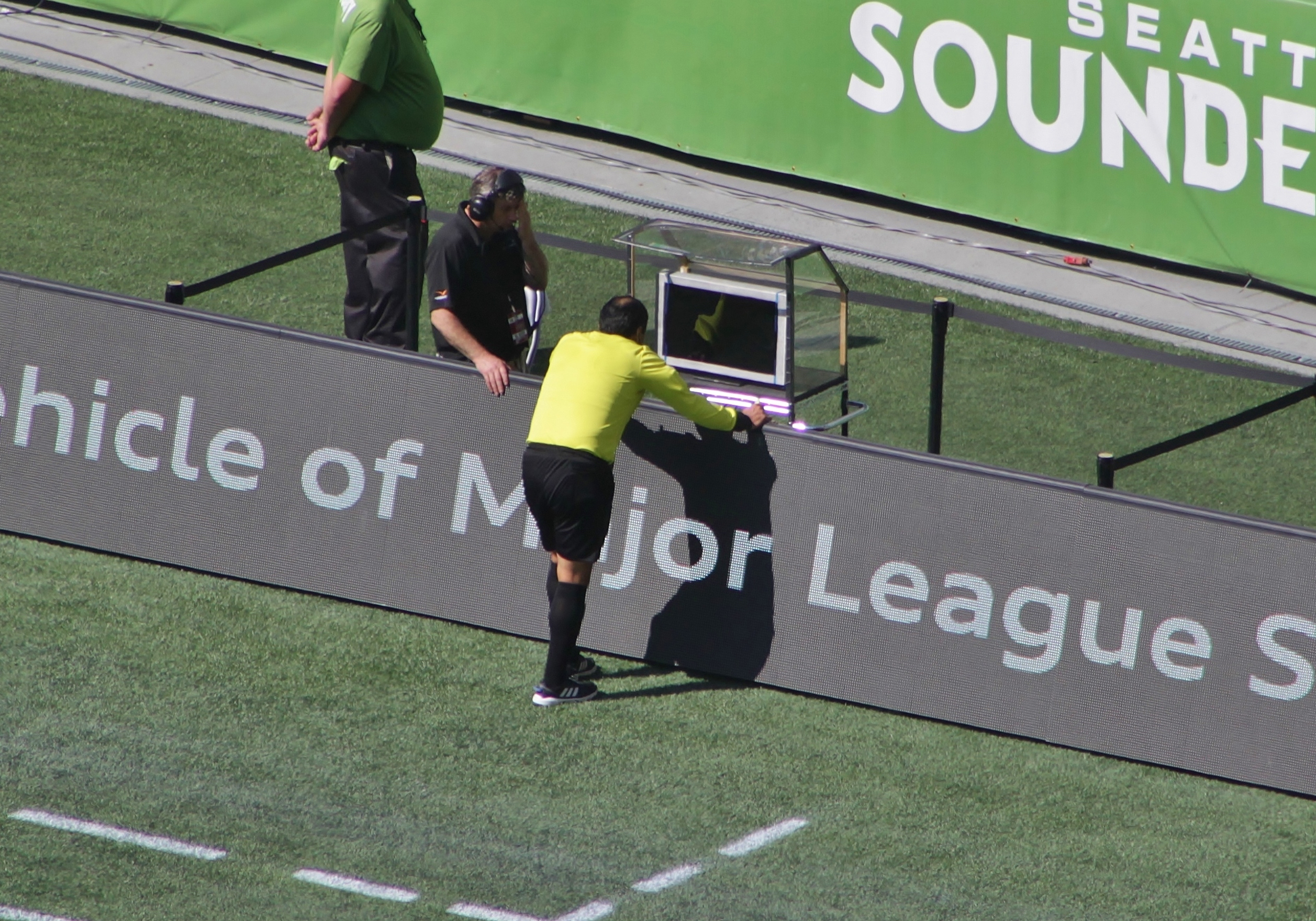
Un arbitru revizuind o fază din Major League Soccer cu ajutorul ecranului de pe margine.

Arbitrul de meci poate cere să fie făcută o revizuire, sau echipa VAR poate recomanda o revizuire dacă se consideră că a fost făcută o greșeală. Arbitrul va arăta către cască pentru a semnala fiecărei părți că faza este în curs de examinare și va opri meciul până când va fi luată o decizie.

### Revizuirea fazei
Echipa VAR va analiza materialele fazei respective. Folosind fiecare unghi de care dispune echipa, ei vor analiza cât mai multe informații pentru a ajunge la o hotărâre clară despre o posibilă greșeală făcută de arbitru. Aceștia vor comunica apoi îngrijorările cu arbitrul și vor oferi informații despre schimbarea unei decizii.

### Decizia finală a arbitrului
După ce informațiile au fost furnizate arbitrului de către echipa VAR, pot fi luate câteva decizii diferite. Cel mai rapid lucru pe care îl poate face un arbitru este să accepte informațiile date de VAR și să ia măsurile adecvate pentru a remedia greșeala. Un arbitru are, de asemenea, opțiunea de a vizualiza incidentul pe un monitor de pe teren și de a lua o decizie pe baza propriei interpretări a fazei în cauză. În orice situație, echipa VAR sau arbitrul pot decide că nu a fost făcută o greșeală majoră, iar decizia inițială va fi confirmată.

## Competiții care folosesc VAR
(*) - Nu se folosește în toate meciurile.

### Intercluburi
A-League

 Prima Ligă Belgiană

 Campeonato Brasileiro Série A *

 SuperLiga Chineză

 Prima Ligă din Cehia *

 Premier League

 Ligue 1

 Bundesliga

 Superliga Greacă

 Ligat ha'Al *

 Serie A

 K League 1

 Cupa Emirului din Kuweit *

 Primera División de México

 Eredivisie

 Ekstraklasa

 Primeira Liga

 Qatar Stars League *

 SuperLiga României 

 Cupa Rusiei la fotbal *

 Liga Profesionistă din Arabia Saudită *

 La Liga

 Superliga Elvețiană

 Cupa Turciei

 UAE Football League

 Major League Soccer

-

 Campionatul Mondial al Cluburilor FIFA

 Cupa Asiei AFC

 Liga Campionilor CAF *

 Copa Libertadores *

 Copa Sudamericana *

 Arab Club Championship *

 Liga Campionilor UEFA *

 Supercupa Europei

 UEFA Europa League *

### Internațional
Campionatul Africii pe Națiuni

 Cupa Confederațiilor FIFA

 Campionatul Mondial de Fotbal sub 20

 Campionatul Mondial de Fotbal

 Campionatul Mondial de Fotbal Feminin